# Parafia św. Józefa w Sochaczewie
Parafia św. Józefa robotnika w Sochaczewie – parafia rzymskokatolicka znajdująca się w dekanacie Sochaczew – św. Wawrzyńca w diecezji łowickiej.

## Grupy parafialne
Oaza młodzieżowa, schola młodzieżowa i dziecięca, chór parafialny, ministranci, koła żywego Różańca

## Zasięg parafii
- Sochaczew – ulice: Asnyka, Bohaterów, Brochowska, Brukowa, Chodakowska, Chodakówek, Chopina nry od 87 do końca (nieparzyste), nry od 122 do końca (parzyste), Chrobrego, Działkowa, Gawłów, Głogowa, Graniczna (nry nieparzyste), Grunwaldzka, Hubala, Jagiellońska, Jedwabnicza, Kompinowska, Kilińskiego, Korczaka (nry parzyste), Królewska, Krótka, Krzywa, Krzywoustego, Kuźmińskiego, Leśna, Matejki, Młynarska, Mostowa, Nałkowskiej, Ogrodowa, Ostrzeszewska, Orzeszkowej, Parkowa, Piękna, Pocztowa, Podchorążych, Podgórna, Powstańców Warszawy, Profilowa, Sadowa, Sikorskiego, Smolna, 18 Stycznia, Topolowa, Wczasowa, Wiejska, Wiosenna, Wodociągowa, Wspólna, Wyspiańskiego, Wyszogrodzka, Zalewowa.
- Miejscowości: Chodakówek, Dzięglewo, Helenka, Mokas, Żelazowa Wola, Żuków.